# Präsidentschafts- und Parlamentswahl in der Dominikanischen Republik 2016
Die Präsidentschafts- und Parlamentswahl in der Dominikanischen Republik 2016 fand am 15. Mai statt. Gewählt wurden der Präsident, der Vizepräsident, die 190 Mitglieder der Abgeordnetenkammer und die 32 Mitglieder des Senats.
Sie fand zum ersten Mal seit 1994 wieder gemeinsam mit der Parlamentswahl statt, nach die Amtszeit des Parlaments 2010 auf sechs Jahre ausgedehnt worden war. Insgesamt waren 6,765 Millionen Dominikaner aufgerufen, ihre Stimme abzugeben.
Nach der Verfassung von 1966 ist die Dominikanische Republik eine präsidiale Republik. Staatsoberhaupt und oberster Inhaber der Exekutive (Regierungschef) ist der für vier Jahre direkt gewählte Präsident. Die unmittelbare Wiederwahl wurde 1994 in der Verfassung verboten, 2003 (einmalige unmittelbare Wiederwahl) wieder erlaubt und 2010 wieder verboten. 2015 setzte der regierende Partido de la Liberación Dominicana (PLD) entgegen seiner bisherigen Politik durch, dass die unmittelbare einmalige Wiederwahl wieder erlaubt wurde, um dem beliebten Amtsinhaber Danilo Medina die Wiederwahl zu ermöglichen. Dagegen wehrten sich zunächst die Anhänger des früheren Präsidenten Leonel Fernández, die diesen als Präsidentschaftskandidaten nominieren wollten.

## Kandidaten
Zur Wahl traten acht Kandidaten an. Haushoher Favorit im Wahlkampf war laut Umfragen Amtsinhaber Danilo Medina vom PLD. Sein größter Herausforderer war Luis Abinader, bei den Wahlen 2012 Kandidat für das Amt des Vizepräsidenten, vom Partido Revolucionario Moderno (PRM). Der PRM hatte sich 2014 vom Partido Revolucionario Dominicano (PRD) abgespalten, worauf dieser in die Wahlallianz des früheren Gegners PLD eintrat. Den übrigen sechs Kandidaten wurden keine Chancen eingeräumt, gewählt zu werden.
Die starke Zersplitterung ging auf das Auseinanderfallen des vom PLD angeführten „Bloque Progresista“ zurück. Weil sie von der Regierung ferngehalten wurden, keinen Konsens mit dem PLD bei der Nominierung von Kandidaten für die nationalen oder Gemeindedeputierten gefunden hatten oder mit der Amtsausübung der Regierung nicht einverstanden waren, traten die Alianza por la Democracia (APD), die Fuerza Nacional Progresista (FNP), der Partido de Unidad Nacional (PUN), der Partido Quisqueyano Demócrata Cristiano (PQDC) und der Partido Reformista Social Cristiano (PRSC) aus dem Block aus und portierten eigene Kandidaten für die Präsidentschaft. Im Block verblieben damit nur noch der Bloque Institucional Social Demócrata (BIS), die Unión Demócrata Cristiana (UDC), der Partido de los Trabajadores Dominicanos (PTD) und der Partido Liberal Reformista (PLR). Der Wahlallianz des PLD traten neben dem gewichtigen PRD außerdem weitere kleine Parteien bei.
Der Partido Reformista Social Cristiano (PRSC) zog vor der Wahl seinen Kandidaten Federico Antún Batlle zugunsten der Wahlallianz mit dem PRM, der Partido Nacional de Voluntad Ciudadana (PNVC) seinen, Juan Cohen, zugunsten der Wahlallianz mit dem PLD zurück.
Die absolute Mehrheit gewann Amtsinhaber Medina wie erwartet schon im ersten Wahlgang, womit die Stichwahl in einem zweiten Wahlgang entfiel, der von der Verfassung für den Fall vorgesehen ist, dass keiner der Kandidaten im ersten Wahlgang die absolute Mehrheit erreicht. Medina erhielt 61,74 % der Stimmen, sein Hauptkonkurrent Abinader erreichte nur rund 35 %. Der PRD trug 5,86 % zum siegreichen Ergebnis bei. Zur Vizepräsidentin wurde wie in der Amtsperiode zuvor die Ehefrau des früheren Staatspräsidenten Leonel Fernández, Margarita Cedeño de Fernández, gewählt.
| Kandidaten              | Kandidaten                 | Partei |
| Präsident               | Vizepräsident              | Partei |
| ----------------------- | -------------------------- | --- |
| Danilo Medina Sánchez   | Margarita Cedeño           | Partido de la Liberación Dominicana (PLD) – Wahlbündnis: - Partido Revolucionario Dominicano (PRD) – No. 1 - Partido de la Liberación Dominicana (PLD) – No. 2 - Movimiento Democratico Alternativo (MODA) – No. 4 - Bloque Institucional Social Demócrata (BIS) – No. 5 - Unión Demócrata Cristiana (UDC) – No. 8 - Partido Civico Renovador (PCR) – No. 11 - Partido de los Trabajadores Dominicanos (PTD) – No. 12 - Partido Popular Cristiano (PPC) – No. 13 - Partido de Acción Liberal (PAL) – No. 14 - Partido Socialista Verde (PASOVE) – No. 16 - Partido Demócrata Institucional (PDI) – No. 18 - Partido Liberal Reformista (PLR) – No. 19 - Partido Demócrata Popular (PDP) – No. 20 - Partido Nacional Voluntad Ciudadana (PNVC) – No. 24 - Partido Revolucionario Independiente (PRI) – No. 25 |
| Luis Abinader Corona    | Carolina Mejía             | Partido Revolucionario Moderno (PRM) – Wahlbündnis: - Partido Reformista Social Cristiano (PRSC) – No. 3 - Partido Humanista Dominicano (PHD) – No. 9 - Partido Revolucionario Moderno (PRM) – No. 15 - Dominicanos por el Cambio (DXC) – No. 21 - Frente Amplio (FA) – No. 22 |
| Hatuey De Camps Jiménez | Rafael Gamundi Cordero     | Partido Revolucionario Social Demócrata (PRSD) – No. 6 |
| Elias Wessin Chávez     | Francisco Paulino Herrera  | Partido Quisqueyano Demócrata Cristiano (PQDC) – No. 7 |
| Pelegrín Castillo Semán | Daysi Sepúlveda Hernández  | Fuerza Nacional Progresista (FNP) – No. 10 |
| Soraya Aquino Campos    | Pedro Corporán Cabrera     | Partido de Unidad Nacional (PUN) – No. 17 |
| Minou Tavárez Mirabal   | Mario Bergés Santos        | Alianza por la Democracia (APD) – No. 23 |
| Guillermo Moreno García | Mary Cantisano de Almánzar | Alianza País (ALPAÍS) – No. 26 |

## Ergebnisse

### Präsidentschaftswahl
| Kandidaten                                        | Kandidaten              | Stimmen   | %    | Listen                                  | Stimmen   | %    |
| ------------------------------------------------- | ----------------------- | --------- | ---- | --------------------------------------- | --------- | ---- |
|                                                   | Danilo Medinagewählt    | 2.847.438 | 61,7 | Partido de la Liberación Dominicana     | 2.315.980 | 50,2 |
| Partido Revolucionario Dominicano                 | Danilo Medinagewählt    | 2.847.438 | 61,7 | 270.450                                 | 5,9       |      |
| Movimiento Democrático Alternativo                | Danilo Medinagewählt    | 2.847.438 | 61,7 | 54.209                                  | 1,2       |      |
| Bloque Institucional Social Demócrata             | Danilo Medinagewählt    | 2.847.438 | 61,7 | 46.209                                  | 1,0       |      |
| Partido Cívico Renovador                          | Danilo Medinagewählt    | 2.847.438 | 61,7 | 39.071                                  | 0,8       |      |
| Unión Demócrata Cristiana                         | Danilo Medinagewählt    | 2.847.438 | 61,7 | 20.712                                  | 0,4       |      |
| Partido Liberal Reformista                        | Danilo Medinagewählt    | 2.847.438 | 61,7 | 17.712                                  | 0,4       |      |
| Partido de los Trabajadores Dominicanos           | Danilo Medinagewählt    | 2.847.438 | 61,7 | 16.687                                  | 0,4       |      |
| Partido Socialista Verde                          | Danilo Medinagewählt    | 2.847.438 | 61,7 | 14.897                                  | 0,3       |      |
| Partido Popular Cristiano                         | Danilo Medinagewählt    | 2.847.438 | 61,7 | 13.874                                  | 0,3       |      |
| Partido de Acción Liberal                         | Danilo Medinagewählt    | 2.847.438 | 61,7 | 13.738                                  | 0,3       |      |
| Partido Demócrata Popular                         | Danilo Medinagewählt    | 2.847.438 | 61,7 | 6.751                                   | 0,1       |      |
| Partido Demócrata Institucional                   | Danilo Medinagewählt    | 2.847.438 | 61,7 | 6.315                                   | 0,1       |      |
| Partido Revolucionario Independiente              | Danilo Medinagewählt    | 2.847.438 | 61,7 | 6.054                                   | 0,1       |      |
| Partido Nacional Voluntad Ciudadana               | Danilo Medinagewählt    | 2.847.438 | 61,7 | 4.779                                   | 0,1       |      |
|                                                   | Luis Abinader           | 1.613.222 | 35,0 | Partido Revolucionario Moderno          | 1.236.771 | 26,8 |
| Partido Reformista Social Cristiano               | Luis Abinader           | 1.613.222 | 35,0 | 259.396                                 | 5,6       |      |
| Partido Humanista Dominicano                      | Luis Abinader           | 1.613.222 | 35,0 | 60.095                                  | 1,3       |      |
| Dominicanos por el Cambio                         | Luis Abinader           | 1.613.222 | 35,0 | 29.424                                  | 0,6       |      |
| Frente Amplio                                     | Luis Abinader           | 1.613.222 | 35,0 | 27.536                                  | 0,6       |      |
|                                                   | Guillermo Moreno García | 84.399    | 1,8  | Alianza País                            | 84.399    | 1,8  |
|                                                   | Elías Wessin            | 20.423    | 0,4  | Partido Quisqueyano Demócrata Cristiano | 20.423    | 0,4  |
|                                                   | Pelegrín Castillo       | 16.283    | 0,4  | Fuerza Nacional Progresista             | 16.283    | 0,4  |
|                                                   | Minou Tavárez Mirabal   | 16.256    | 0,4  | Alianza por la Democracia               | 16.256    | 0,4  |
|                                                   | Hatuey de Camps Jiménez | 8.264     | 0,2  | Partido Revolucionario Social Demócrata | 8.264     | 0,2  |
|                                                   | Soraya Aquino           | 5.678     | 0,1  | Partido de Unidad Nacional              | 5.678     | 0,1  |
| Gesamt                                            | Gesamt                  | 4.611.963 | 100  |                                         | 4.611.963 | 100  |
|                                                   |                         |           |      |                                         |           |      |
| Ungültige Stimmen                                 | Ungültige Stimmen       | 96.783    | –    |                                         |           |      |
| Wähler                                            | Wähler                  | 4.708.746 | 69,6 |                                         |           |      |
| Wahlberechtigte                                   | Wahlberechtigte         | 6.765.245 |      |                                         |           |      |
|                                                   |                         |           |      |                                         |           |      |
| Quellen: Gaceta oficial – Junta Central Electoral |                         |           |      |                                         |           |      |

### Parlamentswahl

#### Abgeordnetenkammer

##### Inland
| Listen                                  | Stimmen   | %    | Mandate |
| --------------------------------------- | --------- | ---- | ------- |
| Partido de la Liberación Dominicana     | 1.794.325 | 41,8 | 102     |
| Partido Revolucionario Moderno          | 877.101   | 20,4 | 41      |
| Partido Reformista Social Cristiano     | 393.125   | 9,2  | 17      |
| Partido Revolucionario Dominicano       | 336.201   | 7,8  | 13      |
| Partido de Unidad Nacional              | 135.866   | 3,2  | –       |
| Movimiento Democrático Alternativo      | 91.222    | 2,1  | 1       |
| Bloque Institucional Social Demócrata   | 90.516    | 2,1  | –       |
| Alianza País                            | 63.073    | 1,5  | –       |
| Partido Quisqueyano Demócrata Cristiano | 57.786    | 1,3  | –       |
| Partido Humanista Dominicano            | 55.531    | 1,3  | –       |
| Partido Cívico Renovador                | 48.689    | 1,1  | –       |
| Frente Amplio                           | 45.310    | 1,1  | –       |
| Dominicanos por el Cambio               | 38.030    | 0,9  | –       |
| Fuerza Nacional Progresista             | 37.197    | 0,9  | –       |
| Partido Liberal Reformista              | 30.503    | 0,7  | 3       |
| Partido Socialista Verde                | 24.823    | 0,6  | –       |
| Unión Demócrata Cristiana               | 23.765    | 0,6  | –       |
| Partido de los Trabajadores Dominicanos | 21.457    | 0,5  | –       |
| Partido Demócrata Institucional         | 20.845    | 0,5  | –       |
| Partido Revolucionario Social Demócrata | 20.323    | 0,5  | –       |
| Partido Popular Cristiano               | 19.374    | 0,5  | 1       |
| Alianza por la Democracia               | 18.277    | 0,4  | –       |
| Partido de Acción Liberal               | 16.562    | 0,4  | –       |
| Partido Demócrata Popular               | 11.988    | 0,3  | –       |
| Partido Nacional Voluntad Ciudadana     | 10.507    | 0,2  | –       |
| Partido Revolucionario Independiente    | 10.262    | 0,2  | –       |
| Movimiento Juventud Presente            | 571       | 0,0  | –       |
| Gesamt                                  | 4.293.229 | 100  | 178     |
|                                         |           |      |         |
| Ungültige Stimmen                       | 194.516   | 4,3  |         |
| Wähler                                  | 4.487.745 | 70,3 |         |
| Wahlberechtigte                         | 6.380.722 |      |         |
|                                         |           |      |         |
| Quelle: Junta Central Electoral         |           |      |         |

Insgesamt: 190 Mandate, davon:
- 5 Nationale Abgeordnete: 1 PLD, 1 PRD, 1 ALPAIS, 1 PQDC, 1 FA;
- 7 Abgeordnete im Ausland gewählt: 3 PLD, 2 PRD, 2 PRM.

##### Ausland
Es gibt drei Wahlkreise:
| Wahlkreis                       | Land/Stadt    | Wahlberechtigte | Wahlberechtigte |
| ------------------------------- | ------------- | --------------- | --------------- |
| 1.                              | New York      | 125.826         | 225.312         |
| 1.                              | Massachusetts | 32.691          | 225.312         |
| 1.                              | Philadelphia  | 13.462          | 225.312         |
| 1.                              | New Jersey    | 48.210          | 225.312         |
| 1.                              | Washington DC | 5.123           | 225.312         |
| 2.                              | Puerto Rico   | 28.232          | 78.627          |
| 2.                              | Miami         | 13.956          | 78.627          |
| 2.                              | Orlando       | 9.296           | 78.627          |
| 2.                              | Caracas       | 4.067           | 78.627          |
| 2.                              | Panama        | 10.539          | 78.627          |
| 2.                              | Sint Maarten  | 6.426           | 78.627          |
| 2.                              | Curaçao       | 6.111           | 78.627          |
| 3.                              | Madrid        | 42.095          | 80.584          |
| 3.                              | Barcelona     | 21.291          | 80.584          |
| 3.                              | Zürich        | 4.805           | 80.584          |
| 3.                              | Mailand       | 8.752           | 80.584          |
| 3.                              | Niederlande   | 3.641           | 80.584          |
| Gesamt                          | Gesamt        | Gesamt          | 384.523         |
|                                 |               |                 |                 |
| Quelle: Junta Central Electoral |               |                 |                 |